# William McIlroy
William McIlroy, manchmal auch Stewart McIlroy (* 1906; † 1983), war ein in England und Irland als Paradebeispiel für das Münchhausen-Syndrom bekannter Patient. Diese psychiatrische Störung wurde deshalb früher in England auch halb-scherzhaft als McIlroy-Syndrom bezeichnet.

## Herkunft
Bei seiner Lebensgeschichte liegt vieles im Dunkeln. Im Krankenhaus gab er auf Nachfrage zu seinen Verwandten stets an, sie wären alle Opfer von IRA-Anschlägen gewesen.

## „Krankengeschichte“
Der Ire McIlroy hatte jahrzehntelang Aufenthalt in britischen und irischen Krankenhäusern, bei denen er sehr überzeugend diverse Krankheiten vorspielte.
McIlroys „Krankengeschichte“ beginnt 1944, als er wegen einer schlecht verheilenden Wunde am linken Knie mehrmals im Städtischen Krankenhaus (City Hospital) in Belfast behandelt wurde. Als Simulant überführt, wanderte er ins Gefängnis von Belfast. Anschließend verbrachte er die Jahre 1947 bis 1952 in einer psychiatrischen Anstalt. 
1954 wurde er wegen einer angeblichen linksseitigen Lungenentzündung, die nach eigenen Angaben die Folge einer Behandlung zur Einrenkung seiner Schulter in einem anderen Londoner Lehrkrankenhaus war, im Charing Cross Hospital in London behandelt. Kurz darauf zeigten sich schwere neurologische Symptome (Kopfschmerzen, Photophobie, Nackensteifheit, einseitige Lähmung), deren Ursache sich aber allen Untersuchungsmethoden – die bis zu Lumbalpunktionen (insgesamt im Laufe seines Lebens mindestens 48) und dem Erstellen von Angiogrammen gingen – entzog. Die Vermutungen der Ärzte reichten anfangs von Hirnblutungen bis zu Syringomyelie und „chronischer Neuropathie“ im verfeinerten Stadium seiner Schauspielkünste. Allerdings kann auch nicht ausgeschlossen werden, dass er tatsächlich aufgrund einer neurologischen Erkrankung teilweise schmerzunempfindlich war. Im Röntgenbild wurden zusätzlich auch Bohrlöcher im Schädel entdeckt.
1961 kamen Schwerhörigkeit, Schluckbeschwerden und akute Atemnot hinzu, was eine Notoperation notwendig erscheinen ließ (permanente Tracheotomie).
Ab 1965 spielte er akute Unterleibsbeschwerden vor, deren Ursache die Ärzte der verschiedensten Krankenhäuser trotz zahlreicher Barium-Einläufe und sogar Laparatomien (er ließ mindestens vier an sich durchführen) nicht auf die Spur kamen. Zahlreiche Narben zierten am Ende seinen Bauch (die er sich teilweise aber selbst zugefügt hatte, wie schon bei anderer Gelegenheit z. B. am Bein). Ergänzt wurde das Repertoire später durch zunehmende Beschwerden im Brustbereich und ab etwa 1975 akute Urin-Rentention – aber auch die alten Erfolgsnummern wie halbseitige Lähmung, Schmerzunempfindlichkeit in diversen Bereichen des Körpers tauchten ab und zu wieder auf.
1976 kehrte er zum Ausgangspunkt seiner Karriere zurück, als er wegen Bruch des Oberschenkelknochens (diesmal nicht vorgespielt) ins City Hospital in Belfast eingeliefert wurde. Die Heilung verlief schlecht und er unterzog sich schließlich in London einer Hüftprothese-Operation. Nach einigen weiteren kurzen Krankenhausaufenthalten verliert sich zunächst 1977 seine Spur. Pallis und Bamji, die den Fall McIlroy näher untersuchten und darüber 1979 im British Medical Journal  veröffentlichten, nahmen an, dass er verstorben war, doch 1979 nahm er seine Krankenhausvisiten wieder auf. 1983 starb er in einem Altersheim.
Pallis und Bamji wiesen für den Zeitraum ab 1944 – also über rund 34 Jahre, von denen McIlroy zehn im Krankenhaus verbrachte – 207 Einlieferungen in mindestens 68 Hospitäler unter ständig wechselnden Namen, am häufigsten allerdings unter seinem eigenen nach – mit zehn weiteren Fällen, bei denen es sich mit hoher Wahrscheinlichkeit ebenfalls um McIlroy handelte. Damit ist er gleichzeitig einer der (über einen langen Zeitraum) bestdokumentierten Fälle des Münchhausen-Syndroms. Herausragend ist weiterhin die Geschicklichkeit und Konsequenz seines Vorgehens, das eine beträchtliche Leidensfähigkeit erkennen lässt: Wurde er bei einem von den Ärzten für unplausibel gehaltenen Krankheitsbild in die Enge getrieben, wechselte er zu einem neuen und verließ vor einer endgültigen Aufdeckung das Krankenhaus auf eigene Faust – so in 133 Fällen von Pallis und Bamji dokumentiert.